# ヒパティア (小惑星)
ヒパティア (238 Hypatia) は小惑星帯にある小惑星である。1884年にヴィクトール・クノールによって発見された。ローマ時代のエジプト属州の天文学者ヒュパティア（ラテン語名ヒパティア）から名付けられた。
2004年と2005年に日本で掩蔽が観測された。